# فيلي براون (مغني)
فيلي براون (بالإنجليزية: Willie Lee Brown)‏ هو عازف قيثارة ومغني أمريكي، ولد في 6 أغسطس 1900 في كلاركسديل في الولايات المتحدة، وتوفي في 30 ديسمبر 1952 في تونيكا في الولايات المتحدة بسبب مرض قلبي وعائي.

## وصلات خارجية
- فيلي براون على موقع الموسوعة البريطانية (الإنجليزية)
- فيلي براون على موقع ميوزك برينز (الإنجليزية)
- فيلي براون على موقع أول ميوزيك (الإنجليزية)
- فيلي براون على موقع ديسكوغز (الإنجليزية)